# Langston Hughes
James Mercer Langston Hughes (Joplin, Missouri, 1902. február 1. – New York, 1967. május 22.) amerikai költő, újságíró, drámaíró, esszéista, szövegíró, író.

## Élete
Langston Hughes 1902. február 1-jén született az Amerikai Egyesült Államok beli Missouriban. Apai és anyai dédszülei afro-amerikai, anyai dédapja fehér és a skót származású volt. 
Langston Hughes Joplinban, egy középnyugati kisvárosban nőtt fel. Apja elhagyta a családját, Kubába, majd Mexikóba ment. Hughes szüleinek különválása után két évig nagyanyjánál Mary Patterson Langstonnnál Kansasbeli Lawrenceben töltötte, aki afro-amerikai, francia, angol és indián származású volt. Fiatalkori élményeit is főleg itt anyai nagyanyjánál szerezte. Nagyanyja Mary Patterson második férje Charles Henry Langston volt, aki afrikai-amerikai, indián, és az euro-amerikai származású volt. Ő és öccse, John Mercer Langston dolgozott a halálbüntetést eltörlésén 1858-ban. Charles Langston később Kansasba költözött, ahol mint oktató és aktivista dolgozott az afro-amerikaiak szavazati joga érdekében. Charles és Mary lánya, Caroline volt az anyja Langston Hughesnek.
Anyai nagyanyja Mary Langston csepegtette unokájába a faji öntudat tartós érzését az ő generációjának fekete amerikai szájhagyományát, aktivista tapasztalatait. Hughes ekkoriban határozta el azt is, hogy költő lesz.
Később anyjával, Carrie Lincolnal, Illinoisban élt. Hughes kamaszkora körül anyja ismét férjhez ment. Az Ohio beli Clevelandba költöztek, itt végezte középiskolát is. A középiskolában őt választották meg az osztály költőjének is.
Erről később így vallott: "Én egy sztereotípia áldozata vagyok. Az egész osztályban csak ketten voltunk néger gyerekek, és az angol tanár mindig hangsúlyozta a ritmust a költészetben. Nos, mindenki tudja, kivéve minket, hogy minden négernek van ritmusérzéke, így választottak meg az osztály költőjévé". 
Clevelandi évei alatt részt vett az iskolai újság és az évkönyv szerkesztésében, és ekkor kezdte írni első novelláit, jazz költeményeit és a dramatikus játékait is.
Ő volt az egyik legkorábbi képviselője az akkor új irodalmi műfajnak a jazz költészetnek is.
1923-ban hat hónapot töltött Nyugat-Afrikában és Európában, Angliában az 1920-as évek elején, Hughes része lett a külföldön élő fekete közösségnek. 1924 novemberében Hughes visszatért az USA-ba, édesanyjával Washingtonban élt. 1925-ben, Carter G. Woodson történész személyi asszisztense lett. Később minden idejét az írásra szerette volna fordítani, ezért Hughes a Wardman Park Hotelben vállalt munkát. Ott találkozott Vachel Lindsay költővel, akinek tetszettek Hughes versei, Lindsay segítségével fedezték fel az új fekete költőt. Ekkorra Hughesnek már több verse jelent meg magazinokban is, ekkor jelent meg az első verseskötete.
A következő évben Hughes beiratkozott Pennsylvaniában a Lincoln Egyetemre. Diplomája megszerzése után 1929-ben tért vissza New Yorkba, itt élte le élete hátralevő részét, kivéve a Szovjetunióba tett utazásait.
New York Cityben, 1967. május 22-én érte a halál.

## Munkássága
Első regénye a Nevetés nélkül 1930-ban, első novelláskötete 1934-ben jelent meg.
1932-ben Hughes járt a Szovjetunióban is egy film forgatásával kapcsolatban. A film ugyan soha nem készült el, de Hughes lehetőséget kapott arra, hogy beutazhassa a Szovjetuniót és Közép-Ázsiát, utóbbi többnyire a nyugatiaktól elzárt terület volt, és ahol találkozott a Moszkvában élő afroamerikai Robert Robinsonnal is. Türkmenisztánban pedig találkozott és összebarátkozott a Arthur Koestler magyar íróval is. Sikerült kiutaznia Kínába és Japánba is, mielőtt visszatért az Egyesült Államokba.
1943-ban a Lincoln Egyetemen elnyerte a tiszteletbeli Hughes Litt.D.
1947-ben tanított a University Atlantán. 1949-ben három hónapot töltött a University of Chicagoban, mint meghívott előadó.
Írt regényeket, elbeszéléseket, színdarabokat, verseket, operákat, esszéket, és írt a gyermekek számára is.

## Magyarul
- Jazz; ford., kieg. Gonda János, versford. Tótfalusi István; Zeneműkiadó, Bp., 1973
- Kacagás mindhalálig; ford. Szalay Miklós, versford. Hernádi Miklós; in: Három sors. Feketék és fehérek; Európa, Bp., 1967